# Ciència ciutadana

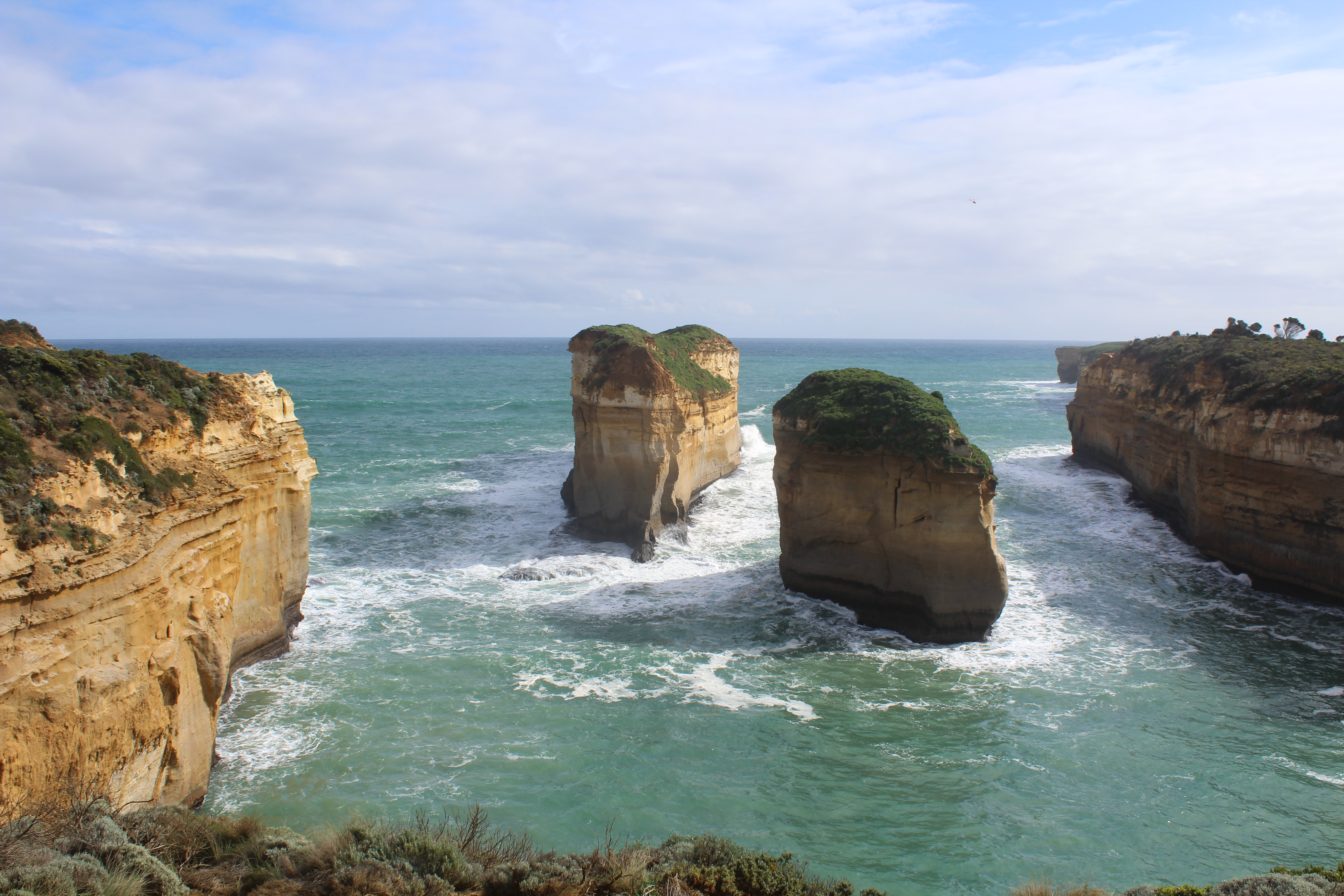
Un arc natural esfondrat al Twelve Apostles National Maritime Park, Austràlia

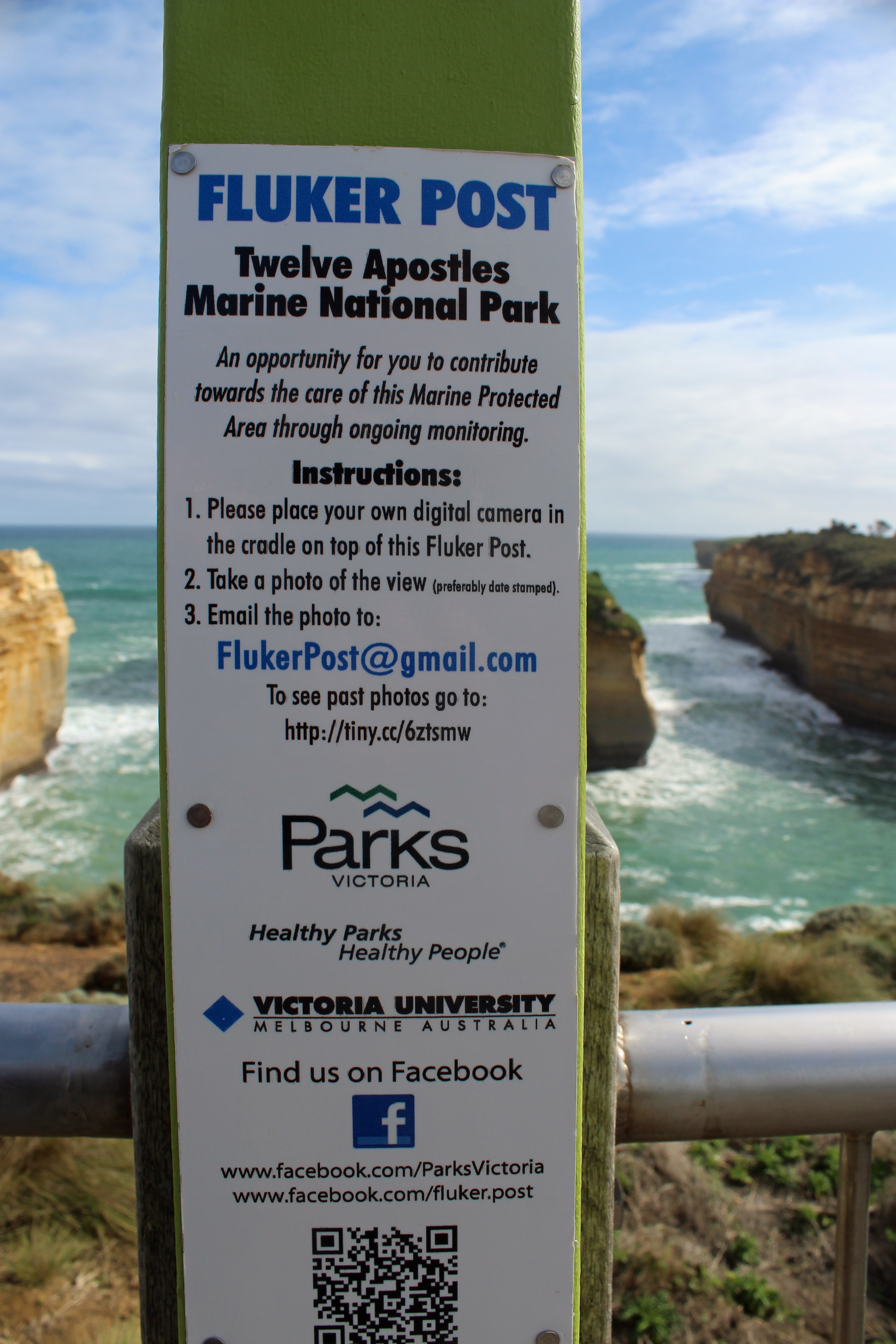
Cuna de càmera (Fulker Post MP02) per registrar el col·lapse de l'arc

La ciència ciutadana és la recerca científica conduïda, parcialment o completament, per científics aficionats o no professionals. La ciència ciutadana s'orienta a la generació de nou coneixement amb la participació activa i imprescindible de la ciutadania en totes les etapes del procés de recerca, sia en la captació o processament de dades (proveïment participatiu), la seva interpretació (intel·ligència distribuïda), la definició de problemes, reptes, objectius i captació de dades (ciència participativa) o en el disseny amb persones científiques de la recerca que s'ha de dur a terme (ciència col·laborativa).

## Definicions
El document "Green Paper on Citizen Science: Citizen Science for Europe" defineix la ciència ciutadana com "el compromís del públic general en activitats d'investigació científica, quan la ciutadania contribueix activament a la ciència amb el seu esforç intel·lectual o donant suport al coneixement amb les seves eines o recursos. Els participants voluntaris proveeixen dades experimentals o equips als investigadors. Els voluntaris, alhora que aporten valor a la recerca, adquireixen nous coneixements i habilitats. Com a resultat d'aquest escenari obert, col·laboratiu i transversal, les interaccions entre ciència, societat i polítiques investigadores milloren, conduint a una investigació més democràtica, basada en la presa de decisions fonamentada en evidències sorgides del mètode científic, totalment o parcialment, per part de científics aficionats o no professionals."
La ciència ciutadana pot ser duta a terme per individus, equips o xarxes de voluntaris. Els ciutadans científics s'alien amb científics professionals per aconseguir objectius comuns. La implicació de xarxes de voluntaris permet els científics assolir tasques que, d'altra manera, requeririen grans inversions en temps o diners.
Molts projectes de ciència ciutadana serveixen l'educació i sobrepassen els objectius educatius. Aquests projectes poden ser dissenyats per a un entorn educatiu formal o un entorn d'educació informal com els museus. Sovint, diverses plataformes, com ara Wikipedia, Scistarter i CitSci ajuden a crear i difondre aquests projectes.
La ciència ciutadana s'ha desenvolupat durant les quatre dècades passades. Projectes recents posen més èmfasi sobre pràctiques científiques i objectius mesurables per l'educació pública. La moderna ciència ciutadana, però, es diferencia de les seves formes històriques, princincipalment, per la participació pública; El desenvolupament i l'ús de tecnologies de la informació i la comunicació ha esdevingut un factor clau per a la recent proliferació de projectes de ciència ciutadana. Eines com els telèfons mòbils, les xarxes socials, la geolocalització i el mapeig, entre d'altres, permeten una participació massiva dels ciutadans a l'hora de contribuir activament a la ciència. La ciutadania proporciona dades o dispositius experimentals, i la investigació acaba sent, al seu torn, una experiència pels participants mateixos capaç de tenir un impacte social o socioambiental i, fins i tot, transformar el nostre entorn més immediat.
L'Associació Europea de Ciència Ciutadana en el seu decàleg anima els ciutadans a participar en diverses etapes del procés científic: el desenvolupament de la pregunta d'investigació per codissenyar el procés d'investigació, la recopilació i anàlisi de dades, la coavaluació dels resultats de la investigació i, finalment, la publicació dels resultats per a diferents públics. Les dades recollides i/o analitzades són compartides i posades a disposició del públic, ja sigui durant o després del projecte, llevat que hi hagi problemes de seguretat o privacitat que ho impedeixen. I si els resultats es publiquen acadèmicament, quan sigui possible, es publicaran en un format de dades obertes.
Més enllà de les diferents definicions, Muki Haklay estableix diferents tipologies de ciència ciutadana en funció del nivell de participació de la ciutadania: un primer nivell per a la captació o processament de dades (crowdsourcing), un segon nivell quan la ciutadania interpreta les dades (intel·ligència distribuïda), un tercer nivell quan els voluntaris participen en la definició de problemes, reptes, objectius i captació de dades (ciència participada) i un últim nivell, per a la participació en el disseny amb científics de la recerca que s'ha de dur a terme (ciència col·laboradora).

## Limitacions

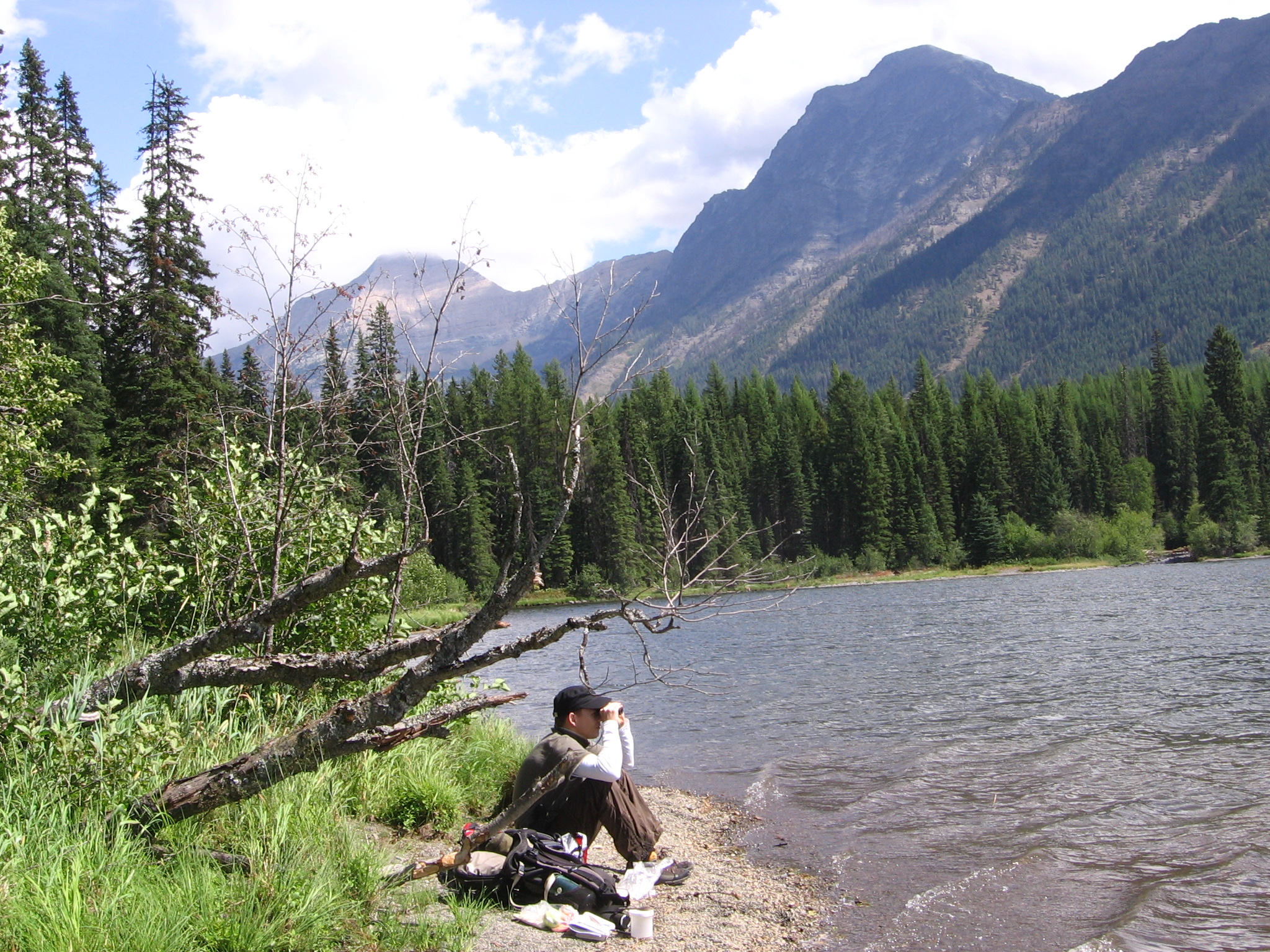
Una persona observant ocells per a un projecte de ciència ciutadana

En un informe de recerca publicat pel National Park Service dels Estats Units, Brett Amy Thelen i Rachel K. Thiet esmenten les següents preocupacions sobre la validesa de les dades generades en projectes de ciència ciutadana:
- Alguns projectes poden no ser adequats per als voluntaris, per exemple quan s'utilitzen mètodes de recerca complexa o requereixen tasques àrdues o repetitives.
- Si els voluntaris no tenen una formació adequada en els protocols d'investigació i monitoratge, es pot produir un biaix en les dades.
- Els membres poden mentir sobre les dades. Aquest risc és fins i tot més gran quan s'ofereixen recompenses com a incentius per participar.

Malgrat la qüestió de l'exactitud de les dades és un debat obert, veus com la de John Losey, creador del projecte de ciència ciutadana "Lost Ladybug", ha argumentat que el cost- efectivitat de les dades de ciència ciutadana pot superar els problemes de qualitat, si es gestiona adequadament.

## Història
La ciència ciutadana és un terme força nou però una pràctica vella. Abans del segle xx, la ciència estava sovint en mans de l'aristocràcia, mecenes, filantrops, aficionat o investigadors autofinançats com Isaac Newton, Benjamin Franklin, i Charles Darwin. A mitjans del segle xx, tanmateix, la ciència va ser dominada pels investigadors contractats per universitats i laboratoris de recerca governamentals. Pels voltants de 1970, aquesta transformació va ser qüestionada pel filòsof Paul Feyerabend qui va demanar una "democratització de la ciència". El bioquímic Erwin Chargaff va advocar per un retorn a la ciència dels aficionats amants de la natura, en la línia del que postulaven Descartes, Newton, Leibniz, Buffon, i Darwin— ciència dominada per "aficionats en comptes de buròcrates assalariats tendenciosos."